# Liste des équipes affiliées des Ducks d'Anaheim
Les Ducks d'Anaheim est une franchise de la Ligue nationale de hockey depuis l'expansion de la Ligue en 1993.

Cette page répertorie les équipes affiliées aux Ducks depuis cette première saison.

## Équipes affiliées par saison
| Saison    | Équipe principale                | Équipe secondaire             |
| --------- | -------------------------------- | ----------------------------- |
| 1993-1994 | Gulls de San Diego (LIH)         | Monarchs de Greensboro (ECHL) |
| 1994-1995 | Gulls de San Diego (LIH)         | Monarchs de Greensboro (ECHL) |
| 1995-1996 | Bandits de Baltimore (LAH))      | IceCaps de Raleigh (ECHL)     |
| 1996-1997 | Bandits de Baltimore (LAH))      | IceCaps de Raleigh (ECHL)     |
| 1997-1998 | Mighty Ducks de Cincinnati (LAH) | Chill de Columbus (ECHL)      |
| 1998-1999 | Mighty Ducks de Cincinnati (LAH) | Blizzard de Huntington (ECHL) |
| 1999-2000 | Mighty Ducks de Cincinnati (LAH) | -                             |
| 2000-2001 | Mighty Ducks de Cincinnati (LAH) | -                             |
| 2001-2002 | Mighty Ducks de Cincinnati (LAH) | -                             |
| 2002-2003 | Mighty Ducks de Cincinnati (LAH) | -                             |
| 2003-2004 | Mighty Ducks de Cincinnati (LAH) | -                             |
| 2004-2005 | Mighty Ducks de Cincinnati (LAH) | Gulls de San Diego (ECHL)     |
| 2005-2006 | Pirates de Portland (LAH)        | -                             |
| 2006-2007 | Pirates de Portland (LAH)        | Lynx d'Augusta (ECHL)         |
| 2007-2008 | Pirates de Portland (LAH)        | Lynx d'Augusta (ECHL)         |
| 2008-2009 | Chops de l'Iowa (LAH)            | Condors de Bakersfield (ECHL) |
| 2009-2010 | Crunch de Syracuse (LAH)         | Condors de Bakersfield (ECHL) |
| 2010-2011 | Crunch de Syracuse (LAH)         | Jackals d'Elmira (ECHL)       |
| 2011-2012 | Crunch de Syracuse (LAH)         | EJackals d'Elmira (ECHL)      |
| 2012-2013 | Admirals de Norfolk (LAH)        | Jackals d'Elmira (ECHL)       |
| 2013-2014 | Admirals de Norfolk (LAH)        | Grizzlies de l'Utah (ECHL)    |
| 2014-2015 | Admirals de Norfolk (LAH)        | Grizzlies de l'Utah (ECHL)    |
| 2015-2016 | Gulls de San Diego (LAH)         | Grizzlies de l'Utah (ECHL)    |
| 2016-2017 | Gulls de San Diego (LAH)         | Grizzlies de l'Utah (ECHL)    |
| 2017-2018 | Gulls de San Diego (LAH)         | Grizzlies de l'Utah (ECHL)    |
| 2018-2019 | Gulls de San Diego (LAH)         | -                             |
| 2019-2020 | Gulls de San Diego (LAH)         | -                             |
| 2020-2021 | Gulls de San Diego (LAH)         | Oilers de Tulsa (ECHL)        |
| 2021-2022 | Gulls de San Diego (LAH)         | Oilers de Tulsa (ECHL)        |